# 胡寄窗
胡寄窗（1903年10月9日—1993年8月4日），原名钟睿，四川省天全县人。中国经济学家。

## 生平
1903年10月生于四川省天全县始阳镇。幼年在家乡念私塾，15岁始到成都的一所教会中学学习。1926年毕业于北平大学法学院，1938年获英国伦敦大学经济科学硕士学位。回国后历任四川大学、华西大学、东北大学教授，兼任北京大学、北京师范大学、輔仁大學教授。1949年后，历任之江大学财经学院国际贸易系主任、院长，浙江财经学院院长，上海财经学院、上海社会科学院、江西大学教授。并任中国经济思想史学会会长，外国经济学说研究会名誉理事，中国社会科学院特约研究员。胡寄窗长期从事经济史的研究。创办《经济学报》、《经济评论》杂志。1993年8月4日逝世。

## 著作
《中国经济思想史》、《中国古代经济思想的光辉成就》、《中国近代经济思想大纲》、《当代西方基本经济理论》等。